# Bundelia
Bundelia là một chi bướm đêm thuộc họ Geometridae.

## Các loài
- Bundelia ochracea Viidalepp, 1988